# 迈克尔·曼 (社会学家)
迈克尔·曼（1942年5月18日—）是一位英国出生的社会学家和历史学家，英國國家學術院院士，加利福尼亚大学洛杉矶分校和剑桥大学教授。

## 主要作品
- 《社会权力的来源（第一卷）：从开端到1760年的权力史》（The Sources of Social Power: Volume 1, A History of Power from the Beginning to AD 1760）
- 《社会权力的来源（第二卷）：阶级和民族国家的兴起（1760-1914）》（The Sources of Social Power: Volume 2, The Rise of Classes and Nation States 1760-1914）
- 《社会权力的来源（第三卷）：全球诸帝国与革命（1890-1945）》（The Sources of Social Power: Volume 3, Global Empires and Revolution, 1890-1945）
- 《社会权力的来源（第四卷）：全球化1945-2011》（The Sources of Social Power: Volume 4, Globalizations, 1945-2011）